# Hadelin Trinon
Hadelin Trinon (Bressoux 1929 - Bruxelles 1991) est un spécialiste du cinéma belge, professeur à l'université libre de Bruxelles, membre du collège de 'Pataphysique, professeur de cinéma à l'INSAS et membre du Groupe µ.
Il figure parmi les signataires du Manifeste pour la culture wallonne de 1983.

## Œuvres
- Andrzej Wajda - Choix de textes et propos de Wajda, présentation de Hadelin Trinon (Cinéma d'aujourd'hui, Seghers, 1964).
- Vol-au-vent -  Court métrage belge (9 min) réalisé par Rudolf Mestdagh, avec Bert André, Alexandre von Sivers, Hadelin Trinon, Jacques Ambach...
- Les biographies de Paris Match.
- « Loin des ambitions mercantiles », Les Nouvelles littéraires, 4 novembre 1976.
- « Aperçu cavalier sur le cinéma belge »  Programme de la Semaine du cinéma en Belgique, colloque conçu et organisé par Adolphe Nysenholc (ULB 1985).
- « Les deux scénarios de Jeanne Dielman », in Atelier des Arts.
- « Le cinéma belge en direct (de langue française) », rapport dactylographié, mais pas édité (Cinémathèque Royale de Belgique, 1965).